# Cerro Gordo, Omitlán de Juárez
Cerro Gordo är en ort i Mexiko.   Den ligger i kommunen Omitlán de Juárez och delstaten Hidalgo, i den sydöstra delen av landet, 100 km nordost om huvudstaden Mexico City. Cerro Gordo ligger 2 637 meter över havet och antalet invånare är 177.
Terrängen runt Cerro Gordo är lite bergig. Runt Cerro Gordo är det ganska tätbefolkat, med 93 invånare per kvadratkilometer. Närmaste större samhälle är Pachuca de Soto, 14,2 km väster om Cerro Gordo. I omgivningarna runt Cerro Gordo växer i huvudsak blandskog.